# Бой за Шидловец
Бой за Шидловец (польск. Bitwa pod Szydłowcem) — один из первых боёв во время Польского восстания, произошедший в ночь с 10 (22) на 11 (23) января 1863 года.

## Ход боя
Два отряда повстанцев под командованием полковника Мариана Лангевича и капитана Августа Ясинского (по другим сведениям инженера Климашевского) направились из леса к местечку Шидловец с целью занять его. 
В самом местечке находилось 3-я и 4-я роты пехотного Могилёвского полка под командованием командира батальона майора Ридигера. По тревоге 3-я рота стала выбегать на площадь у ратуши и была в это время атакована с флангов и тыла. Ридигер вывел роту из местечка. 4-я рота, квартировавшая на другом конце Шидловца, отбила атаку повстанцев, но также была вынуждена покинуть местечко.
К рассвету обе роты собрались в полуверсте от местечка на дороге, ведущей в сторону Радома, и майор Ридигер решил отбить Шидловец у повстанцев. Атака завершилась успехом, и к 7 часам утра поляки были выбиты из местечка в окружающие леса. 

## Результаты
Потери русских войск — 10 убитых и раненых, 10 пропали без вести. Повстанцы потеряли пять человек убитыми, 16 ранеными и не менее 32 пленными. В числе пленных оказался и раненый в бою Август Ясинский, который позже был приговорён к смертной казни через повешение, и казнён 20 февраля (4 марта) 1863 года в Радоме. 

## Память
Несмотря на поражение повстанцев, польская историография считает Шидловец первым городом, освобождённым во время восстания. Каждый год в Шидловце проходит праздник в честь годовщины битвы.